# Syracuse Nationals 1958-1959
La stagione 1958-59 dei Syracuse Nationals fu la 10ª nella NBA per la franchigia.
I Syracuse Nationals arrivarono terzi nella Eastern Division con un record di 35-37. Nei play-off vinsero la semifinale di division con i New York Knicks (2-0), perdendo poi la finale di division con i Boston Celtics (4-3).

## Roster
| N° | Naz.                   | Ruolo | Sportivo        | Anno | Alt. | Peso |
| -- | ---------------------- | ----- | --------------- | ---- | ---- | ---- |
| 3  | Stati Uniti (bandiera) | G     | George Dempsey  | 1929 | 188  | 86   |
| 3  | Stati Uniti (bandiera) | G     | Tommy Kearns    | 1936 | 180  | 84   |
| 4  | Stati Uniti (bandiera) | AC    | Dolph Schayes   | 1928 | 201  | 88   |
| 5  | Stati Uniti (bandiera) | GA    | Paul Seymour    | 1928 | 185  | 82   |
| 6  | Stati Uniti (bandiera) | G     | Larry Costello  | 1931 | 185  | 84   |
| 8  | Stati Uniti (bandiera) | AC    | Connie Dierking | 1936 | 206  | 101  |
| 9  | Stati Uniti (bandiera) | AC    | Bob Hopkins     | 1934 | 203  | 93   |
| 10 | Stati Uniti (bandiera) | AC    | Red Kerr        | 1932 | 206  | 104  |
| 11 | Stati Uniti (bandiera) | GA    | Ed Conlin       | 1933 | 196  | 91   |
| 12 | Stati Uniti (bandiera) | GA    | George Yardley  | 1928 | 196  | 86   |
| 15 | Stati Uniti (bandiera) | GA    | Hal Greer       | 1936 | 188  | 79   |
| 16 | Stati Uniti (bandiera) | G     | Al Bianchi      | 1932 | 191  | 84   |
| 17 | Stati Uniti (bandiera) | GA    | Togo Palazzi    | 1932 | 193  | 93   |

## Staff tecnico
- Allenatore: Paul Seymour